# 49er
 (novembre 2024).
Pour les articles homonymes, voir 49ers.
Le 49er est une classe de dériveur léger monotype à deux équipiers conçu en 1996.
Son design révolutionnaire est de l'australien Julian Bethwaite,  fils de Frank Bethwaite, architecte naval comme lui. Ce voilier connait une popularité grandissante due à son exposition aux Jeux olympiques de Sydney en 2000.

## Navigation
Le 49er fut  un exploit de la technologie. En se basant sur les 18 pieds australiens et les International 14, Julian Bethwaite a fait plusieurs changements dans l'évolution des dériveurs à hautes performances. En remplaçant le spinnaker symétrique par un asymétrique, il a facilité la navigation rapide au planning.
Les performances du 49er sont impressionnantes : sur des petits circuits dans la brise sans trop de vagues, les meilleurs 49er suivent confortablement de bons 18 pieds. Le 49er a seulement 70 % de la puissance au poids du 18 pieds.

## Compétitions
Les championnats du monde de 49er et 49er FX ont lieu annuellement depuis 1997.